# Elencos da A.R. Monex Women's Pro Cycling Team
A equipa de ciclismo profissional italiana A.R. Monex Women's Pro Cycling Team tem tido durante toda a sua história sendo de categoria UCI Women's Continental Team, segunda categoria feminina do ciclismo em estrada a nível mundial, os seguintes modelos:

## 2017
| Integrantes da equipe 2017   | Integrantes da equipe 2017 | Integrantes da equipe 2017                | Integrantes da equipe 2017 |
| Ciclista                     | Data de nascimento         | Equipe anterior                           |                            |
| ---------------------------- | -------------------------- | ----------------------------------------- | -------------------------- |
| Rinata Akhmetcha             | 17 março 1998              |                                           |                            |
| Sofia Beggin                 | 12 outubro 1997            |                                           |                            |
| Sofia Bertizzolo             | 21 agosto 1997             |                                           |                            |
| Arianna Fidanza              | 6 janeiro 1995             | Alé Cipollini (2015)                      |                            |
| Tatyana Geneleva             | 14 abril 1997              |                                           |                            |
| Amiliya Iskakova             | 29 março 1995              |                                           |                            |
| Lisa Morzenti                | 23 janeiro 1998            |                                           |                            |
| Olena Pavlukhina             | 1 setembro 1989            | BTC City Ljubljana (2016)                 |                            |
| Carolina Rodríguez Gutiérrez | 30 setembro 1993           | Estado de México-Faren (2014)             |                            |
| Natalya Saifutdinova         | 11 fevereiro 1989          |                                           |                            |
| Zhanerke Sanakbayeva         | 10 janeiro 1998            |                                           |                            |
| Arlenis Sierra               | 7 dezembro 1992            | World Cycling Centre (2016)               |                            |
| Agnieszka Skalniak-Sójka     | 22 abril 1997              | TKK Pacific Toruń - Nestlé Fitness (2016) |                            |
| Makhabbat Umutzhanova        | 11 agosto 1994             | Astana BePink Womens (2014)               |                            |
| Lara Vieceli                 | 16 julho 1993              | Inpa-Bianchi (2016)                       |                            |
|                              |                            |                                           |                            |
| Fonte: UCI                   |                            |                                           |                            |

## 2018
| Integrantes da equipe 2018   | Integrantes da equipe 2018 | Integrantes da equipe 2018      | Integrantes da equipe 2018 |
| Ciclista                     | Data de nascimento         | Equipe anterior                 |                            |
| ---------------------------- | -------------------------- | ------------------------------- | -------------------------- |
| Martina Alzini               | 10 fevereiro 1997          | Alé Cipollini (2017)            |                            |
| Sofia Beggin                 | 12 outubro 1997            |                                 |                            |
| Sofia Bertizzolo             | 21 agosto 1997             |                                 |                            |
| Amiliya Iskakova             | 29 março 1995              |                                 |                            |
| Liliana Moreno               | 8 julho 1992               | Team Proyecta Ingenieros (2017) |                            |
| Letizia Paternoster          | 22 julho 1999              |                                 |                            |
| Elena Pirrone                | 21 fevereiro 1999          |                                 |                            |
| Jeidy Pradera                | 17 fevereiro 1998          |                                 |                            |
| Carolina Rodríguez Gutiérrez | 30 setembro 1993           | Estado de México-Faren (2014)   |                            |
| Natalya Saifutdinova         | 11 fevereiro 1989          |                                 |                            |
| Arlenis Sierra               | 7 dezembro 1992            | World Cycling Centre (2016)     |                            |
| Makhabbat Umutzhanova        | 11 agosto 1994             | Astana BePink Womens (2014)     |                            |
| Lara Vieceli                 | 16 julho 1993              | Inpa-Bianchi (2016)             |                            |
|                              |                            |                                 |                            |
| Fonte: UCI                   |                            |                                 |                            |

## 2019
| Integrantes da equipe 2019     | Integrantes da equipe 2019 | Integrantes da equipe 2019      | Integrantes da equipe 2019 |
| Ciclista                       | Data de nascimento         | Equipe anterior                 |                            |
| ------------------------------ | -------------------------- | ------------------------------- | -------------------------- |
| Marie-Soleil Blais             | 21 novembro 1988           |                                 |                            |
| Amiliya Iskakova               | 29 março 1995              |                                 |                            |
| Marina Kurnossova              | 24 agosto 2000             |                                 |                            |
| Liliana Moreno                 | 8 julho 1992               | Team Proyecta Ingenieros (2017) |                            |
| Svetlana Pachshenko            | 26 julho 2000              |                                 |                            |
| Elena Pirrone (1 jan.–31 mai.) | 21 fevereiro 1999          |                                 |                            |
| Faina Potapova                 | 12 setembro 1996           | World Cycling Centre (2018)     |                            |
| Jeidy Pradera                  | 17 fevereiro 1998          |                                 |                            |
| Carolina Rodríguez Gutiérrez   | 30 setembro 1993           | Estado de México-Faren (2014)   |                            |
| Natalya Saifutdinova           | 11 fevereiro 1989          |                                 |                            |
| Lizbeth Salazar                | 8 dezembro 1996            | Swapit Agolico (2018)           |                            |
| Olga Shekel                    | 28 maio 1994               | SC Michela Fanini (2018)        |                            |
| Arlenis Sierra                 | 7 dezembro 1992            | World Cycling Centre (2016)     |                            |
| Makhabbat Umutzhanova          | 11 agosto 1994             | Astana BePink Womens (2014)     |                            |
|                                |                            |                                 |                            |
| Fonte: UCI                     |                            |                                 |                            |

Nota: Marie-Soleil Blais

## 2020
| Integrantes da equipe 2020 | Integrantes da equipe 2020 | Integrantes da equipe 2020      | Integrantes da equipe 2020 |
| Ciclista                   | Data de nascimento         | Equipe anterior                 |                            |
| -------------------------- | -------------------------- | ------------------------------- | -------------------------- |
| Olivija Baleišytė          | 3 setembro 1998            |                                 |                            |
| Maryna Ivaniuk             | 19 setembro 1990           |                                 |                            |
| Liliana Moreno             | 8 julho 1992               | Team Proyecta Ingenieros (2017) |                            |
| Svetlana Pachshenko        | 26 julho 2000              |                                 |                            |
| Francesca Pattaro          | 12 março 1995              | Bepink (2019)                   |                            |
| Katia Ragusa               | 19 maio 1997               | Bepink (2019)                   |                            |
| Natalya Saifutdinova       | 11 fevereiro 1989          |                                 |                            |
| Lizbeth Salazar            | 8 dezembro 1996            | Swapit Agolico (2018)           |                            |
| Arlenis Sierra             | 7 dezembro 1992            | World Cycling Centre (2016)     |                            |
| Yeima Torres               | 31 julho 1987              |                                 |                            |
| Makhabbat Umutzhanova      | 11 agosto 1994             | Astana BePink Womens (2014)     |                            |
| Olga Shekel                | 28 maio 1994               | SC Michela Fanini (2018)        |                            |
|                            |                            |                                 |                            |
| Fonte: UCI                 |                            |                                 |                            |

## 2021
| Integrantes da equipe 2021 | Integrantes da equipe 2021 | Integrantes da equipe 2021                  | Integrantes da equipe 2021 |
| Ciclista                   | Data de nascimento         | Equipe anterior                             |                            |
| -------------------------- | -------------------------- | ------------------------------------------- | -------------------------- |
| Gaia Benzi                 | 20 dezembro 1999           |                                             |                            |
| Emma Faoro                 | 21 março 2002              |                                             |                            |
| Ariadna Gutiérrez          | 22 agosto 1991             | Agolico (2020)                              |                            |
| Maria Jose Vargas          | 15 fevereiro 1996          | Agolico (2020)                              |                            |
| Julieta Lledias Villegas   | 16 abril 2001              | Agolico (2020)                              |                            |
| Eider Merino               | 2 agosto 1994              | Movistar Team (2020)                        |                            |
| Mariia Miliaeva            | 16 julho 2001              | Cogeas-Mettler-Look Pro Cycling Team (2020) |                            |
| Maria Novolodskaya         | 28 julho 1999              | Cogeas-Mettler-Look Pro Cycling Team (2020) |                            |
| Maria Pia Chiatto          | 13 maio 2002               |                                             |                            |
| Katia Ragusa               | 19 maio 1997               | Bepink (2019)                               |                            |
| Andrea Ramírez Fregoso     | 25 setembro 1999           | Agolico (2020)                              |                            |
| Lizbeth Salazar            | 8 dezembro 1996            | Swapit Agolico (2018)                       |                            |
| Arlenis Sierra             | 7 dezembro 1992            | World Cycling Centre (2016)                 |                            |
| Jade Teolis                | 12 janeiro 2002            |                                             |                            |
| Maria Vittoria Sperotto    | 20 novembro 1996           | Bigla-Katusha (2020)                        |                            |
|                            |                            |                                             |                            |
| Fonte: ProCyclingStats     |                            |                                             |                            |